# Adelaide Herrmann

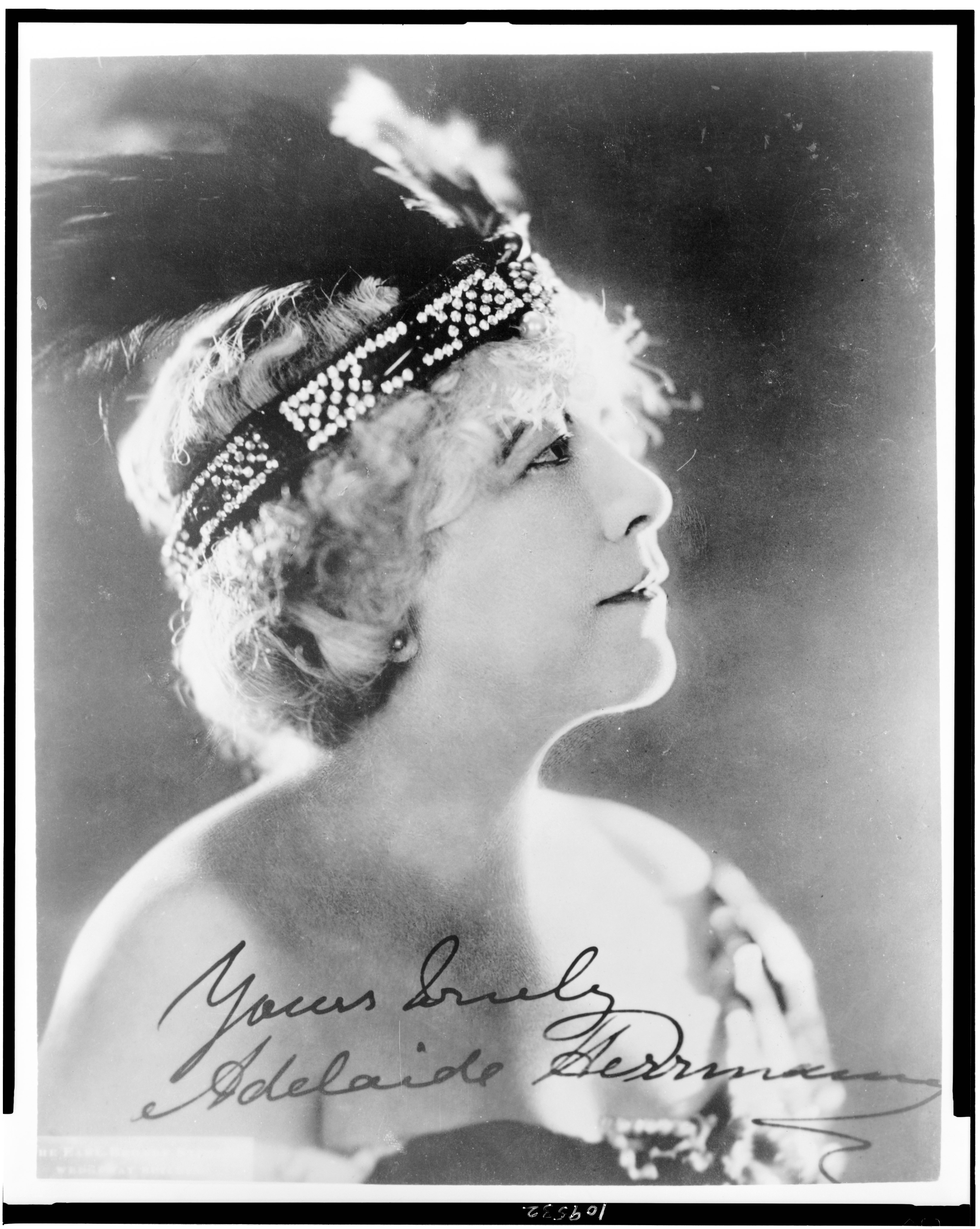
Adelaide Herrmann (1900)

Adelaide Herrmann (* 11. August 1853 in London als Adele Celine Sarcez; † 19. Februar 1932 in New York) war eine US-amerikanische Zauberkünstlerin.

## Leben
Von Haus aus war Adelaide Herrmann ausgebildete Tänzerin. Bei einem ihrer Auftritte in der Egyptian Hall in England lernte sie zum ersten Mal den US-amerikanischen Zauberkünstler Alexander Herrmann kennen. Beide heirateten 1875 in den USA. Durch ihn fand Adelaide Zugang zur Zauberkunst. Anfangs war sie seine Assistentin.
Als ihr Ehemann starb, übernahm sie dessen Show und präsentierte sie zusammen mit ihrem Neffen, Leon Herrmann, von 1897 bis 1899 unter der Bezeichnung Herrmann the Great Company. Anschließend kreierte sie ihre eigenen Darbietung im orientalischen Stil.
Zu ihren Hauptkunststücken zählte unter anderem der Kugelfang. Ab 1899 trat sie vermehrt im Vaudeville auf. 1902 ging sie auf eine Europa-Tournee, im Rahmen derer sie auch im Wintergarten (Varieté) Berlin gastierte.